# Masimba Tafirenyika
Masimba Tafirenyika ist ein Journalist aus Simbabwe, der seit 2017 Direktor des United Nations Information Centre (UNIC) in Pretoria ist.

## Leben
Tafirenyika begann nach dem Schulbesuch ein Studium der Wirtschaftswissenschaften an der University of Zimbabwe in Harare, das er mit einem Bachelor of Arts (B.A. Economics) abschloss. Ein postgraduales Studium im Fach Internationale Angelegenheiten an der Columbia University beendete er mit einem Master of Arts (M.A. International Affairs). 1985 begann er seine berufliche Laufbahn als Forschungskoordinator beim Southern African Research and Documentation Centre in Harare und war dort bis 1992 tätig. Daneben arbeitete er als freiberuflicher Journalist auf den Gebieten politische und wirtschaftliche Entwicklung. Danach war er zwischen 1992 und 1993 assoziierter Gastforscher für ein Forschungsprogramm der Georgetown University, das von der Denkfabrik Center of Concern in Washington, D.C. durchgeführt wurde.
1996 wurde Tafirenyika Forschungsanalyst in der Hauptabteilung Friedenssicherungseinsätze (DPKO) im UN-Sekretariat und war danach zwischen 1998 und 2001 assoziierter Mitarbeiter für politische Angelegenheiten im UN-Büro in Liberia, ehe er von 2001 bis 2003 Leiter für Öffentlichkeitsarbeit bei der UN-Mission in Sierra Leone war. Im Anschluss kehrte er in die Hauptabteilung Friedenssicherungseinsätze des UN-Sekretariats zurück und war dort zwischen 2003 und 2004 Referent für Liberia und Sierra Leone sowie anschließend von 2004 bis 2006 Mitarbeiter für Öffentlichkeitsarbeit in der UNO-Hauptabteilung Presse und Information. Danach war er erstmals im United Nations Information Centre (UNIC) in Pretoria tätig und dort anfangs von 2006 bis 2008 stellvertretender Direktor und daraufhin zwischen 2008 und 2009 Geschäftsführer. 2009 kehrte er in die UNO-Hauptabteilung Presse und Information zurück und war dort bis 2017 sowohl Leiter des Afrika-Referats als auch Chefredakteur der von dieser Hauptabteilung herausgegebenen Zeitschrift Africa Renewal.
Am 15. Mai 2017 wurde Tafirenyika von UN-Generalsekretär António Guterres zum Direktor des United Nations Information Centre (UNIC) in Pretoria ernannt.